# Corps Saxo-Borussia Heidelberg
Das Corps Saxo-Borussia Heidelberg ist eine pflichtschlagende und farbentragende Studentenverbindung im Heidelberger Senioren-Convent. Das Kösener Corps vereint Studenten und Alumni der Ruprecht-Karls-Universität Heidelberg. Die Corpsmitglieder werden Saxo-Borussen oder Klaxen genannt.

## Couleur und Wappen
Die Sachsen-Preußen tragen die Farben weiß-grün-schwarz-weiß mit silberner Perkussion. Dazu wird ein weißer Stürmer getragen. Saxo-Borussia hat wie alle Corps im Heidelberger SC kein Fuchsband. Die Füchse tragen nur den Stürmer. Vereinzelt ist es bei Saxo-Borussia üblich, als Kopfbedeckung Tönnchen auch mit Pelzbesatz zu tragen.
Der Wahlspruch ist Virtus sola bonorum corona!
Das Studentenwappen ist geviert und mit einem Mittelschild belegt. Es zeigt (heraldisch) rechts oben das sächsische Landeswappen mit Rautenkranz, links oben den preußischen Adler, rechts unten gekreuzte Korbschläger im Lorbeerkranz und die Anfangsbuchstaben G.U.N des Waffenspruchs Gladius ultor noster. Außerdem sind die elf Gründungsmitglieder (XI) und das Gründungsdatum angegeben. Links unten im dreifach geteilten Feld sind die Farben des Corps. Der Mittelschild zeigt den Zirkel.

## Geschichte
Das Corps Saxo-Borussia wurde am 16. Dezember 1820 von Studenten der Ruprecht-Karls-Universität Heidelberg gestiftet. Es war vom Wintersemester 1827/28 bis zum 25. August 1828 und vom 17. August 1833 bis zum 4. Februar 1840 suspendiert. Saxo-Borussia beteiligte sich an der Jenenser Senioren-Convents-Deputiertenversammlung und am 28. Mai 1855 mit den anderen Heidelberger Corps an der Gründung des Kösener Senioren-Convents-Verbands. Vom 12. Juli 1856 bis zum 1. November 1856 war sie durch die Universität suspendiert.
In der Zeit des Nationalsozialismus wurde Saxo-Borussia wegen des Heidelberger Spargelessens am 31. Mai 1935 durch den SC und am 3. Juli 1935 durch die Universität suspendiert. Der Senior Henning von Quast wurde verhaftet. Am 3. Juli 1935 stellte das Corps den aktiven Betrieb ein. Die Suspendierung durch den SC wurde am 9. Februar 1936 durch ein Schiedsgericht aufgehoben.
Im Nachkriegsdeutschland konnte sich Saxo-Borussia nach einigen Schwierigkeiten am 2. September 1952 rekonstituieren. Wie 1910 war sie 1998 präsidierendes Vorortcorps; sie stellte den Vorsitzenden des oKC. Beim Kommers zum 150-jährigen Bestehen des KSCV in Bad Kösen hielt Hans Christoph von Rohr die weithin beachtete Rede zur Deutschen Wiedervereinigung.

### Bedeutung
Charakteristisch für das Corps Saxo-Borussia ist der hohe Anteil von Mitgliedern aus deutschen und internationalen Adelsfamilien. So waren Konstantin I., König von Griechenland, die Prinzen Wilhelm und Oskar von Preußen und der letzte kaiserliche Reichskanzler Prinz Max von Baden Sachsen-Preußen. Dennoch zählten auch bedeutende Persönlichkeiten des kulturellen und politischen Lebens zu den Mitgliedern wie der liberale Politiker Maximilian von Schwerin-Putzar oder der Komponist Robert Schumann. In der Kaiserzeit und in der Weimarer Republik galt Saxo-Borussia als das „vornehmste Corps der Christenheit“. Viele Mitglieder erreichten hohe Positionen in der preußischen Verwaltung und im Auswärtigen Dienst des Deutschen Reiches.
Mark Twain verbrachte im Sommer 1878 mehrere Monate in Heidelberg und schenkte den dortigen Corps große Aufmerksamkeit. Eine Weile verkehrte er bei einer Verbindung, die er white cap corps oder Prussian corps nannte. Das verweist eindeutig auf die Sachsen-Preußen mit ihren weißen „Stürmern“.
Die herausgehobene gesellschaftliche Stellung der Saxo-Borussia führte dazu, dass das Corps in der Literatur oft als Zielscheibe für Spott und Satire diente. In diesem Sinne verfasste auch der Schriftsteller Wilhelm Meyer-Förster im Jahre 1885 als literarisches Debüt eine Satire mit dem Titel Die Saxo-Saxonen, die in der „Universitätsstadt H.“ spielte. Harry Domela, der sich als „Prinz von Liven“ ausgab, war im Herbst 1926 mehrere Wochen lang Gast des Corps. Seine Erfahrungen mit den Sachsen-Preußen schilderte er sehr negativ in seinem Bestseller Der falsche Prinz. Leben und Abenteuer des Harry Domela. Kurt Tucholsky widmete dem Corps das Gedicht Saxo-Borussen, in dem er sich auf Domela bezog.

### Widerstand
1944 wurde Albrecht von Hagen als Verschwörer des 20. Juli 1944 vom Volksgerichtshof zum Tode verurteilt und hingerichtet. Er hatte den Sprengstoff für das Hitler-Attentat beschafft. Das ehemalige Corpsmitglied Nikolaus Christoph von Halem, das 1942 ein Attentat auf Hitler geplant hatte, wurde ebenfalls 1944 hingerichtet. Halem war bereits während seines Studiums wegen Erregung öffentlichen Ärgernisses durch Trunkenheit aus dem Corps ausgeschlossen worden. Spät wurde der 1942 in Berlin-Plötzensee hingerichtete Diplomat Rudolf von Scheliha als Widerständler anerkannt. Aufgrund seiner angeblichen Aktivitäten für die Rote Kapelle galt er noch im Nachkriegsdeutschland als „Landesverräter“. Erst 1995 wurde er vom Auswärtigen Amt mit einer Gedenktafel geehrt.

„Ausser den Saxen-Preussen hat wohl kein anderes Corps [wie Baltia] solche Verfolgungen durch das 3. Reich erlebt.“

## Corpshaus

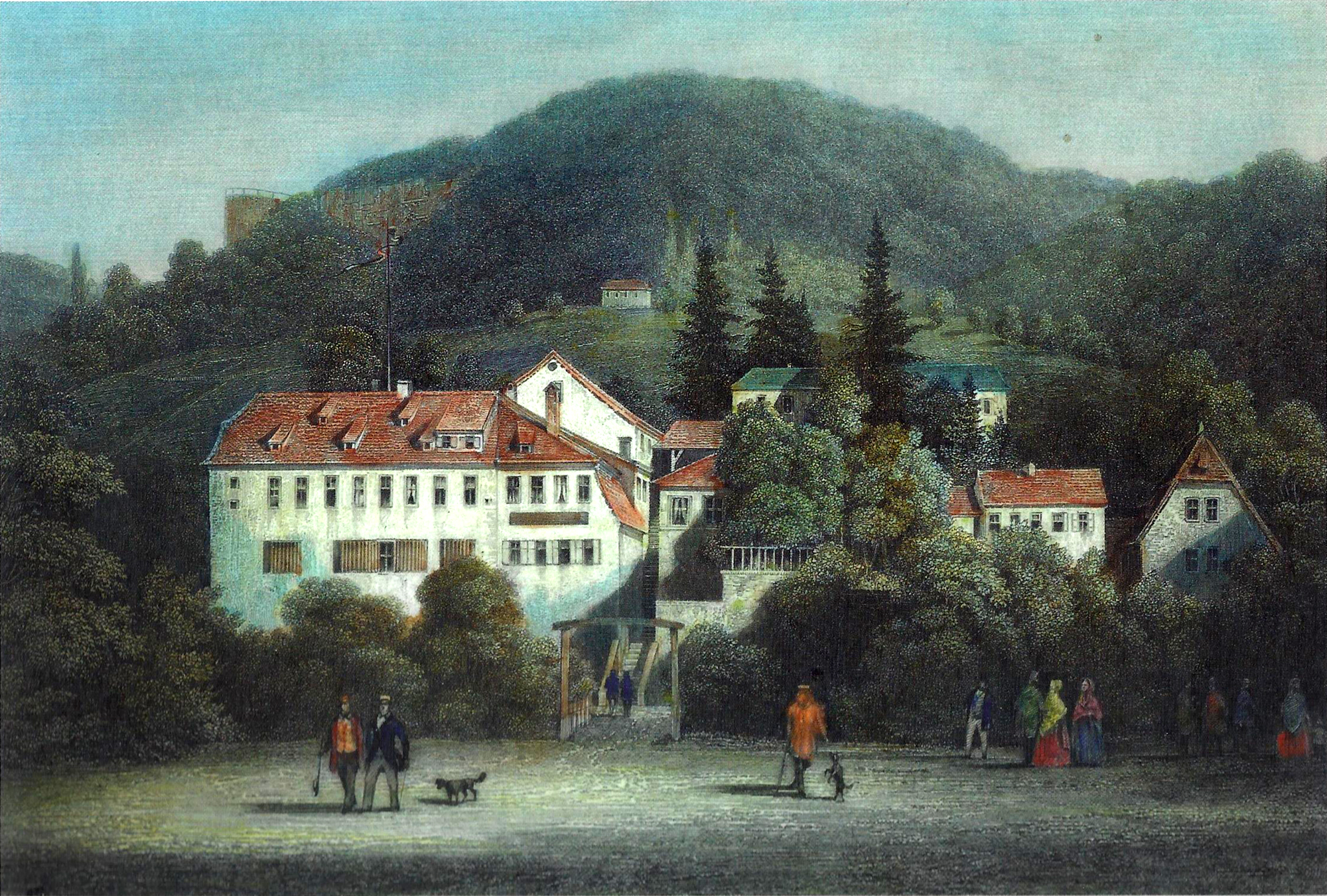
Saxo-Borussias Riesenstein

Saxo-Borussias Corpshaus liegt am Nordhang des Gaisbergs (Heidelberg). Es wurde 1802 erbaut und gehört seit 1874 dem Corps. Den Namen Riesenstein erhielt es auf Anregung des AHV-Vorsitzenden Harald v. Siebert.  Sein Vorgänger Franz-Adalbert Frhr. v. Rosenberg ließ den Namen in den Buntsandstein über dem Hauseingang einmeißeln. Er geht vielleicht auf den mittelalterlichen Begriff „riesen“ als Synonym für „rutschen“ zurück. Bereits im späten Mittelalter wurden hier Bruchsteine aus dem Steinbruch Riesenstein ins Tal „geriest“.

## Auswärtige Beziehungen
In Kartellen mit Borussia Bonn und Saxonia Göttingen gehört Saxo-Borussia zum weißen Kreis. Das Kartell mit dem Corps Starkenburgia ist eines der ältesten im KSCV und bewährte sich bei Saxo-Borussias Rekonstitution in den Nachkriegsjahren. Ab den 1840er Jahren bestand ein Kartell mit der Königsberger Corpslandsmannschaft Lithuania. Vier Littauer und sechs Silber-Litthauer wurden Sachsen-Preußen. Das Kartell ging 1866 mit der Suspension der Silber-Litthauer unter. Mit dem Corps Marchia Halle hatte Saxo-Borussia 18 gemeinsame Corpsbrüder.

## Salamander
Nach Friedrich Lichterfeld (1803–1878) hat der Schoppensalamander seine Wurzeln nicht im griechischen oder germanischen Altertum (Theokrit, Viktor von Scheffel), weder beim Bonner Universitätsrichter Friedrich von Salomon (1790–1861) noch in alten Handwerks- oder Freimaurergebräuchen, sondern bei den Sachsen-Preußen, nämlich in der Verkürzung ihres Wunsches „Sauft alle miteinander!“.
Der Wunsch findet sich auch im Allgemeinen Reichskommersbuch vom Jahre 1875:
Das war einst in der Schänke
Zum Faß in Heidelberg;
Es schlürft das Gottgetränke
Der Riese wie ein Zwerg.
Der Präses sprach: „Selbander
Sollt heut ihr trinken nicht,
Sauft alle miteinander!“
Und so geschah’s nach Pflicht.

## Anmerkungen

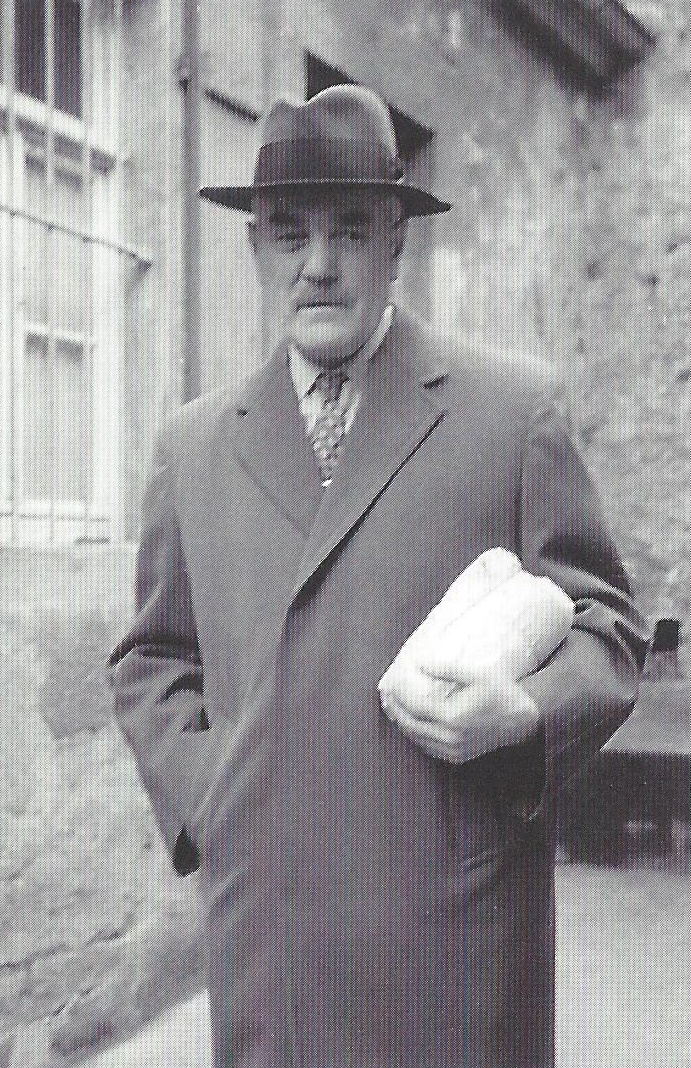
Theodor Angstmann, Corpsdiener von 1907 bis 1961, Herz und Orientierungspunkt für drei Generationen Saxo-Borussen